# Szubkultúra
A szubkultúra a társadalom egy csoportjára jellemző sajátos szokások, szabályok, meggyőződések rendszere, mely speciális értékrendhez kötődik, a többségi társadalomtól eltérő kulturális jegyeket is hordoz.

## Eredete
Stanley Cohen nevéhez fűződik a szubkultúra fogalmának bevezetése a társadalomtudományba. Richard Cloward és Lloyd Ohlin, Walter Miller, Marvin Wolgang és Franco Ferracutti is foglalkoztak a témával, elemezték, hogy miért tűnnek fel, hogyan jelennek meg, és miért teremtődnek újra.

## Jellemzői
- A társadalom egészén belül létrejövő kisebb-nagyobb csoportok jellegzetessége.
- Különféle körülményekhez, társadalmi tényezőkhöz kapcsolódik.
- A szubkultúrához tartozók többnyire elfogadják a domináns társadalmi kultúrát, de párhuzamosan megteremtik a saját kultúrájukat.
- Jellegzetes nyelvhasználat, szleng is kapcsolódik hozzá.

## Példák
- korosztályok mentén kialakuló szubkultúrák (ifjúsági)
- szexuális szubkultúrák (homoszexualitás, szingli életmód)
- hivatáshoz kapcsolódó szubkultúrák (művészek)
- lakóhely szerinti szubkultúrák (fővárosi, vidéki)
- devianciákhoz kötött szubkultúrák (kábítószerfüggők, bűnelkövetők)
- érdeklődés szerint kialakuló (zenei, olvasói, filmes szubkultúrák, gamerek, sorozatrajongók stb.)